# Dichelonyx lateralis
Dichelonyx lateralis är en skalbaggsart som beskrevs av Henry Clinton Fall 1901. Dichelonyx lateralis ingår i släktet Dichelonyx och familjen Melolonthidae. Inga underarter finns listade i Catalogue of Life.